# Картыгей
Картыгей — деревня в Боханском районе Иркутской области России. Входит в состав Середкинского муниципального образования. Находится примерно в 155 км к западу от районного центра.

## Население
По данным Всероссийской переписи, в 2010 году в деревне проживали 82 человека (42 мужчины и 40 женщин).